# دراگیتسا جوریچ
دراگیتسا جوریچ (سیریلیک صربی: Драгица Ђурић؛ زادهٔ ۲۶ مارس ۱۹۶۳) بازیکن هندبال اهل یوگسلاوی بود.